# Licinina
Licinina es una subtribu de escarabajos adéfagos de la familia Carabidae.

## Géneros
Se reconocen los siguientes géneros:
- Badister Clairville, 1806
- Colpostoma Semenov, 1889
- Derostichus Motschulsky, 1859
- Eurygnathus Wollaston, 1854
- Eutogeneius Solier, 1849
- Licinus Latreille, 1802
- Martyr Semenov & Znojko, 1929
- Omestes Andrewes, 1933
- Physolaesthus Chaudoir, 1850